# Ouvrage de Thiaumont

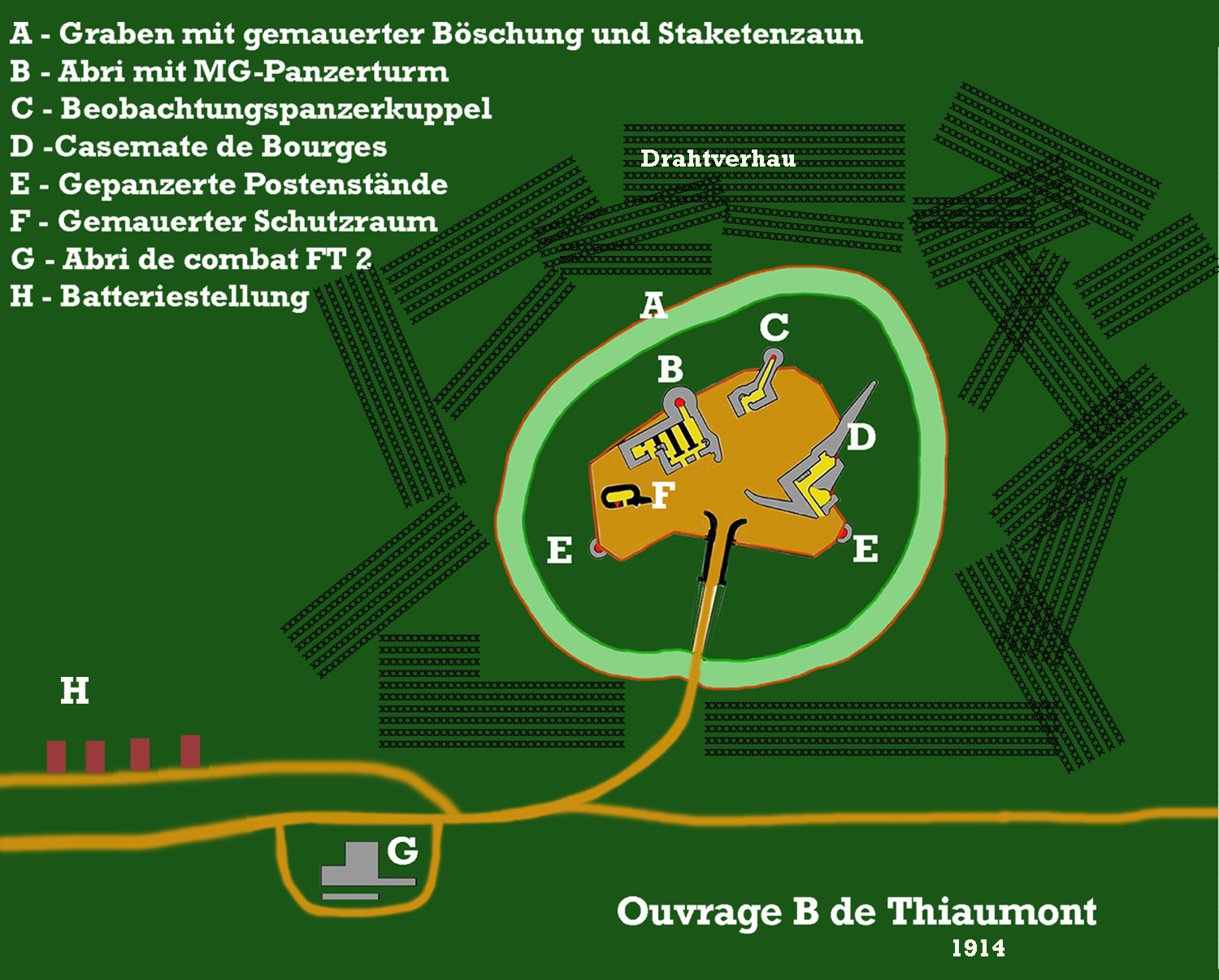
Plan des Ouvrage B de Thiaumont 1914

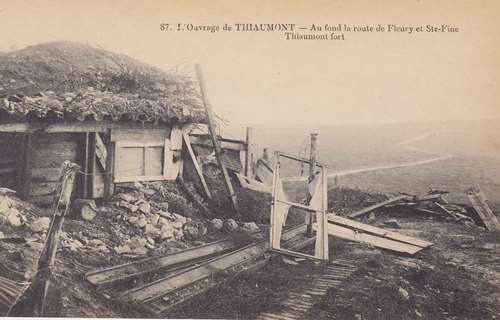
Ansicht zu Beginn der Kämpfe

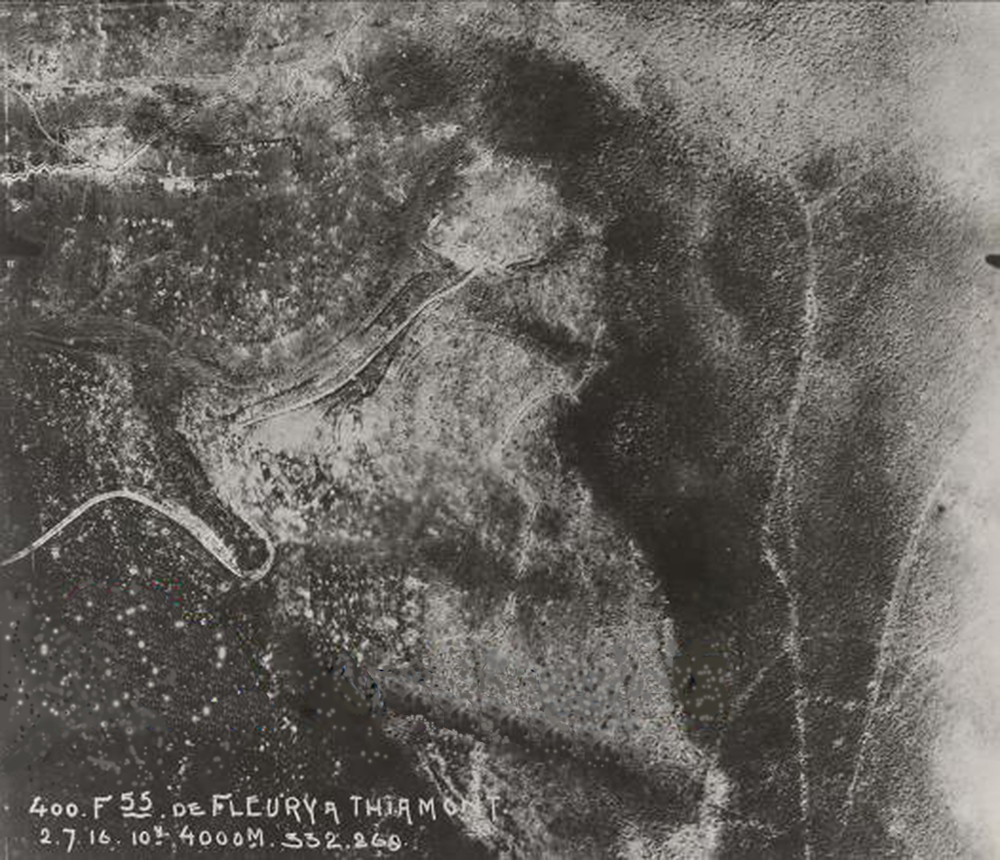
Luftansicht während der Hauptphase der Kämpfe.

Die Ouvrage B de Thiaumont (deutsch Zwischenwerk Thiaumont) war ein Befestigungswerk vom Typ Ouvrage d’infanterie als Teil der Gürtelfestung Verdun. Es war eine nur kleine Anlage, die zur Deckung des Zwischenraums zwischen dem Fort de Douaumont und der erheblich größeren Ouvrage de Froideterre bestimmt war. Zur Ouvrage gehörten einige Artilleriestellungen und Infanterie-Schutzräume.

## Kampfhandlungen
Bei Beginn des deutschen Angriffs auf Verdun im Februar 1916 gehörte es zum 1. Sektor des Festen Platzes Verdun. Es hatte nur eine kleine Infanteriebesatzung und lediglich 20 Artilleristen zur Bedienung der beiden Geschütze. In den letzten Monaten des Jahres 1915 waren die Geschütze und die Munition abgezogen und das Werk zur Sprengung vorbereitet worden, was dann aber mit Befehl vom 7. März 1916 wieder rückgängig gemacht wurde. Das für die Durchführung der Sprengung vorgesehene Geschützpulver wurde herausgenommen und in der Umgebung vergraben. Am 11. März wurde angeordnet, die beiden Feldgeschütze in der Casemate de Bourges wieder aufzustellen, dies ließ sich jedoch durch das starke Artilleriefeuer das auf dem Werk lag, nicht mehr durchführen.
Bereits am 21. Februar, dem Beginn des deutschen Angriffs, wurde Thiaumont massiv mit Granaten der Kaliber 15 cm und 21 cm belegt. Dazu kamen dann noch 30,5 cm, 38 cm und eventuell 42 cm Geschosse. Vom 26. bis 28. Februar und am 1. März erfolgte wiederum ein starker Beschuss mit den Kalibern 15 cm und 21 cm. Am 27. Februar erhielt der Zugang zum betonierten Schutzraum („Abri“ oder „Caserne bétonnée“ genannt) einen Volltreffer schweren Kalibers, der in der Betonplatte der Abdeckung eine große Einbuchtung verursachte. Eine weitere schwere Granate fuhr unter den Gang zur Beobachtungskuppel (Observatoire cuirassé) hob den Fußboden und verschüttete den Gang mit Erde und Steinen. Von den beiden gepanzerten Postenständen (Guérite blindée) war einer noch mit Sprengstoff (zur Sprengung) gefüllt gewesen. Er wurde von einem Volltreffer in Stücke gerissen, der andere wurde aus der Verankerung in den Graben geworfen. Am 20. März war das Ouvrage soweit zerstört, dass man es als Verteidigungswerk aufgab und die Überreste nur noch so weit als möglich als Schutzraum für die die Umgebung verteidigende Infanterie verwendete.
Bis Ende Mai lag Thiaumont noch etwa einen Kilometer hinter der französischen Front, am 1. Juni konnte es überraschend von den Deutschen eingenommen werden. Am 2. Juni eroberten es die Franzosen zurück. Am 8. Juni begannen die Deutschen einen Angriff mit Artillerievorbereitung durch große Kaliber (wahrscheinlich auch mit 42 cm Mörsern). Der am 9. Juni durchgeführte Infanterieangriff konnte abgewehrt werden. Bis zum 22. Juni 1916 war die ganze Gegend stark umkämpft und die Ouvrage lag unter ständigem Artilleriefeuer aller Kaliber, so auch mit Grünkreuz-Granaten.
Am 23. Juni um 6 Uhr am Morgen erfolgte ein neuer deutscher Angriff, das bayerische 10. Infanterieregiment konnte das Werk bereits nach 30 Minuten einnehmen.

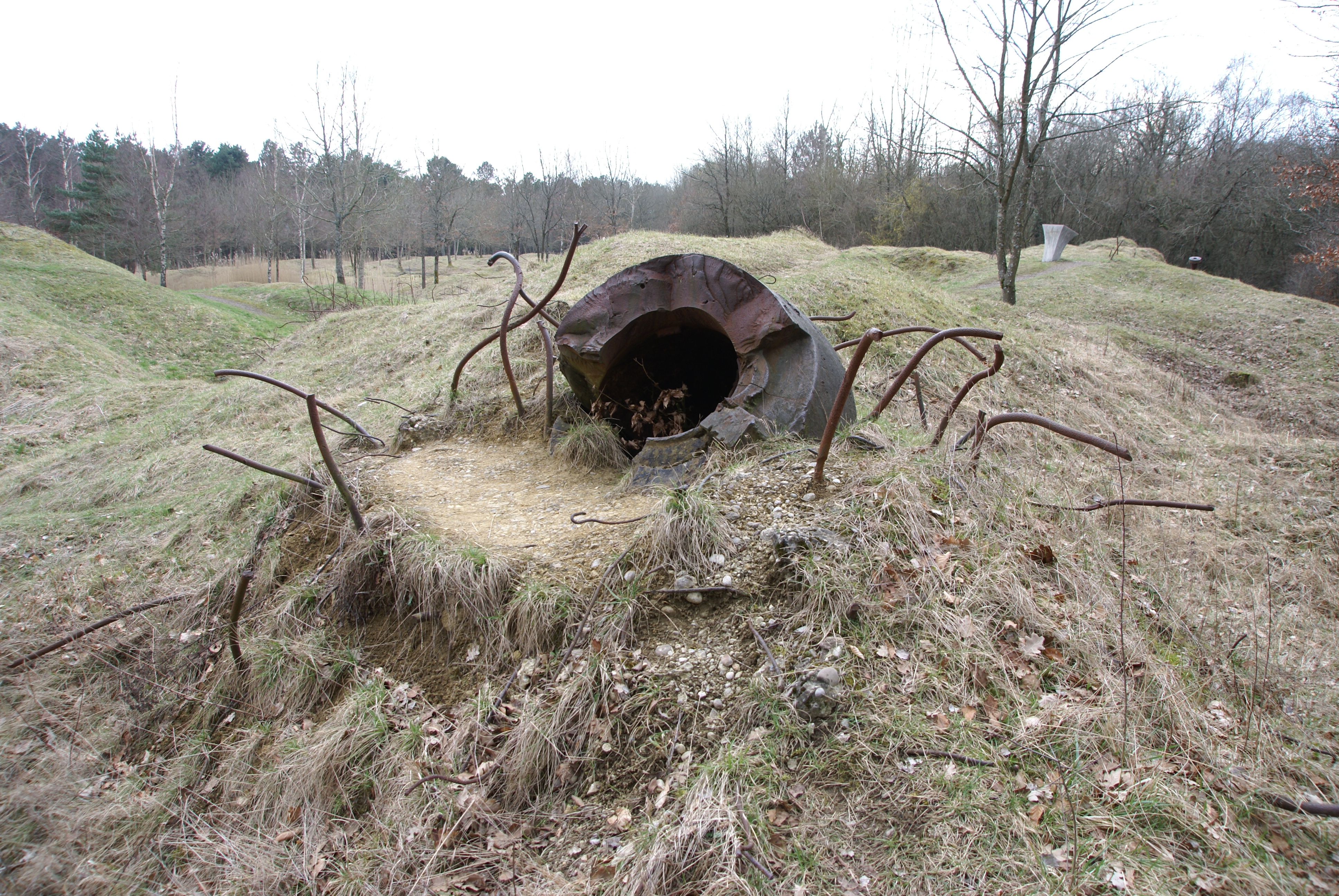
Die zerschlagene Beobachtungspanzerkuppel. Rechts im Hintergrund die Überreste des Abri mit dem MG-Panzerturm.

Französische Gegenangriffe wurde zunächst abgewiesen, bis es gelang, das vom Infanterie-Regiment Nr. 57 geräumten Werk am 28. Juni einzunehmen. Noch am gleichen Tag musste es wieder den Deutschen überlassen werden. Am 29. Juni ging es wieder in den Besitz der Franzosen über, die es aber nur bis zum 30. Juni halten konnten.
In der Nacht zum 9. August 1916 wurde dann die Betonruine von den Deutschen endgültig geräumt und lag bis zum 24. Oktober verlassen.
An diesem Tag wurden die Überreste der Ouvrage von den Franzosen im Zug ihrer großen Offensive endgültig besetzt.

## Auswirkungen
Durch den ständigen Artilleriebeschuss von deutscher und französischer Seite (auch mit schweren und schwersten Kalibern) wurde das Bauwerk völlig zerstört.
- Casemate de Bourges

drei oder vier Einschläge schwersten Kalibers auf die Decke hatten diese zerschlagen und eingedrückt. Der Zugang ist verschüttet, lediglich einige kleinere Hohlräume waren noch vorhanden
- Beobachtungs/Kommandopanzerturm (Observatoire cuirassé)

Die bereits im Februar beschädigte Anlage besteht nur noch aus verbogenen Eisenstangen und Schutt. Die Kuppel war durch einen Volltreffer zerrissen, der Schacht ist nur noch eine zerdrückte Masse.
- Maschinengewehrturm

Die Panzerkuppel ist in den Geschützbrunnen gestürzt, dieser ist eingebrochen und mit Schutt gefüllt.
- Schutzraum (Abri/Caserne betonnée)

Der Eingang ist zusammengedrückt, das Innere nicht mehr zugänglich.
Am 20. März waren der Staketenzaun, die Drahthindernisse und die Brustwehren verschwunden, der Graben weitgehend eingeebnet.

## Das Bauwerk
Das Bauwerk bestand ursprünglich nur aus drei gemauerten Unterständen, die von einem Wall mit Brustwehr und Graben mit gemauerter Außenwand umgeben war Die Innenwand des Grabens war geböscht und mit einer Brustwehr aus Erde versehen. Von hier aus sollte die Grabenverteidigung durch Infanterie durchgeführt werden. Eine Artilleriebestückung war nicht vorgesehen. Es liegt auf einer Höhe von 350 Metern auf dem Gebiet der verschwundenen Gemeinde Fleury-devant-Douaumont.

### Baudaten und Kosten
- Bauzeit: 1887 bis 1893
- Baukosten: 54.244 Goldfrancs

## Modernisierungen

### Geplante  Modernisierungen
- 1882: Umbau zu einem polygonalen Fort aus Mauerwerk mit acht Geschützen auf den Wällen und drei Grabenkaponnieren
- 1900: Erneuerung der Brustwehr, Bau eines Unterstandes unter dem Wall für 50 Mann, Bau von 3 Maschinengewehrtürmen und einem Panzer-Beobachtungsstand (Observatoire cuirassé) Die Kosten hierfür waren mit 277.000 Francs veranschlagt.
- 1901: Bau einer Casemate de Bourges
- 1908: Bau einer Kaserne aus Beton für 100 Mann, Installation eines „Observatoire cuirassé“ und eines Geschützpanzerturms  Tourelle de 75 mm R modèle 1905

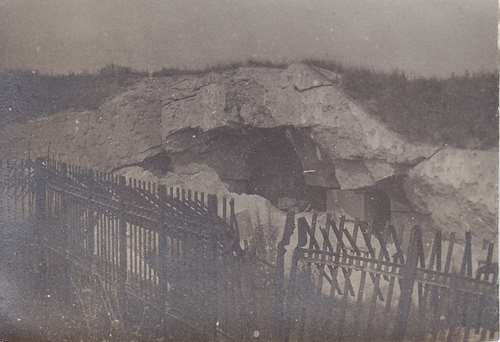
Typ des Staketenzauns

### Durchgeführte  Modernisierungen
- 1902 bis 1905: Kompletter Umbau mit massiver Vergrößerung der Anlage. Beibehaltung der Brustwehren, Bau eines Unterstandes im Wall für 40 Mann und einer Casemate de Bourges mit zwei Feldgeschützen Canon de 75 mm modèle 1897 zur Bestreichung des Zwischenraums zum Fort Douaumont an Stelle der beiden hier vorhanden gewesenen Schutzräume aus Mauerwerk (der dritte Schutzraum blieb erhalten). Die Kosten dafür beliefen sich auf 279.035 Francs.
- 1902 bis 1904: Einbau eines Maschinengewehrturms (Tourelle de mitrailleuses modèle 1899) und eines Panzer-Beobachtungsturms. Der Maschinengewehrturm war am 30. September 1904 schussbereit. Die Kosten für diese Maßnahmen lagen bei 56.000 Francs.
- 1903 bis 1904: Bau eines eisernen Staketenzauns auf der Grabenböschung und von Drahtverhauen mit Schweineschwanzpfählen[3]  im Vorfeld.

Das Bauwerk war inzwischen komplett aus Stahlbeton ausgeführt. Aus Mauerwerk bestanden nur noch die Innenwände des Schutzbaus und der stehengelassenen linke Unterstand aus der ersten Bauperiode.

## Bewaffnung

### 1905
| Auf den Wällen      | Unter Panzerschutz | Grabenwehren | Externe Batterie |
| ------------------- | --- | --- | ---------------- |
| 0                   | 1 × Tourelle de mitrailleuses modèle 1899 1 × Gepanzerter Beobachtungs- und Kommandopanzerturm (Observatoire cuirassé) 2 × Gepanzerte Postenunterstände (Guérite blindée) | Keine Grabenwehren Zur Grabenverteidigung waren Maschinengewehre und Gewehrfeuer von den Brustwehren vorgesehen. | 0                |
| Geschütze gesamt: 0 | | |                  |

### 1910
| Auf den Wällen      | Unter Panzerschutz | Grabenwehren | Externe Batterie |
| ------------------- | --- | --- | ---------------- |
| 0                   | 1 × Tourelle de mitrailleuses modèle 1899 1 × Gepanzerter Beobachtungs- und Kommandopanzerturm (Observatoire cuirassé) 2 × Gepanzerte Postenunterstände (Guérite blindée) | Keine Grabenwehren Zur Grabenverteidigung waren Maschinengewehre und Gewehrfeuer von den Brustwehren vorgesehen. | 0                |
| Geschütze gesamt: 0 | | |                  |

## Besatzung
- Die vorgesehene Kriegsbesatzung gemäß der Anordnung vom 30. Juli 1909  bestand aus:

Infanterie: 1 Offizier, 93 Unteroffiziere und Mannschaften
Artillerie: 0 Offiziere, 4 Unteroffiziere und 10 Mannschaften
Pioniere: 1 Offizier, 5 Mannschaften
Telegraphentruppe: 2 Mann
Gesamt: 1 Offiziere, 121  Unteroffiziere und Mannschaften
- Kriegsmäßige Verstärkung 1914 gemäß Artikel 40 des Gesetzes vom 21. Mai 1905

Infanterie: 1 Offizier, 44 Unteroffiziere und Mannschaften des „164e régiment d’infanterie“

## Ausstattung bei Kriegsbeginn  1914

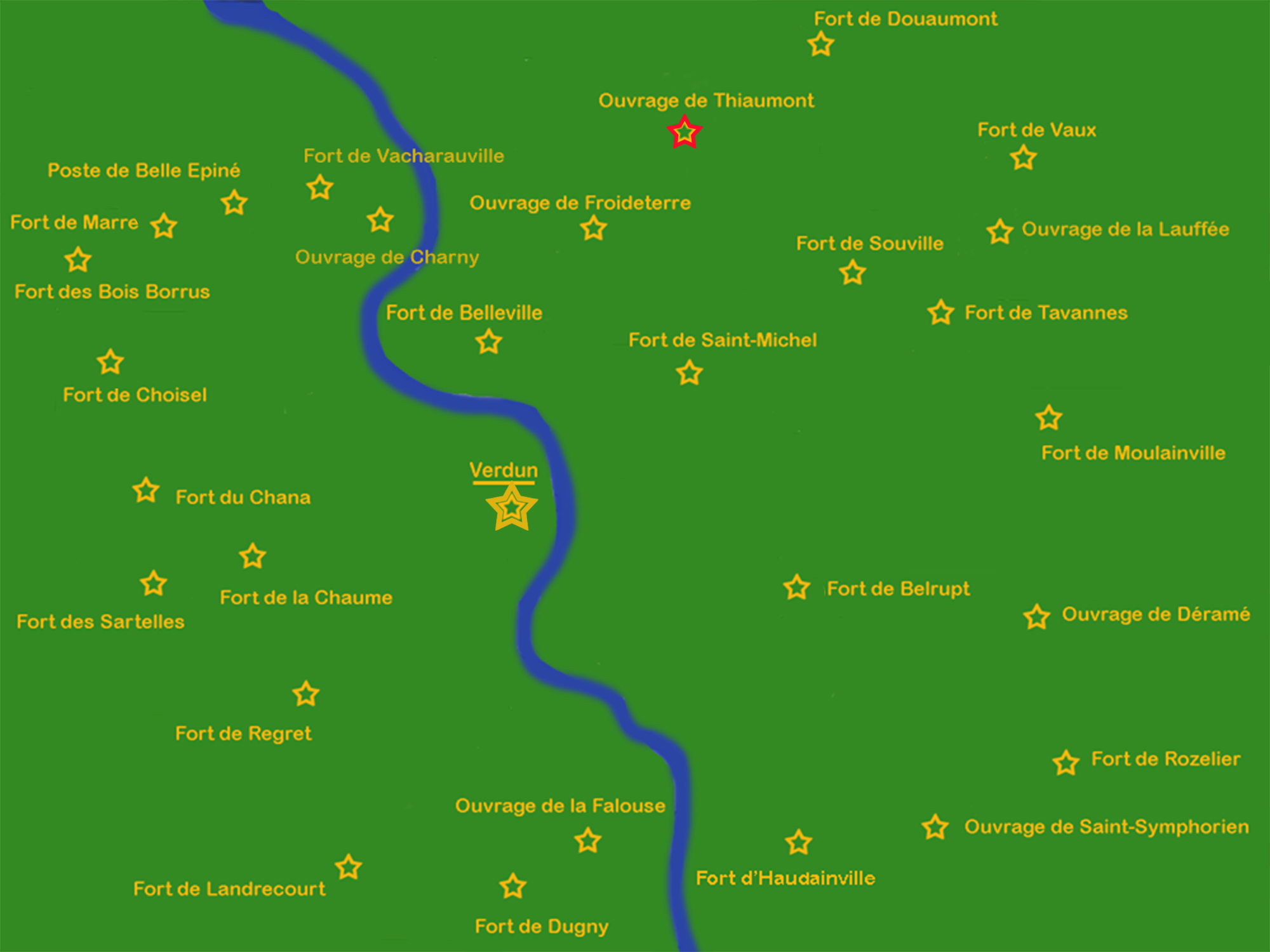
Lageplan

Unterkunft: in der betonierten Kaserne: 50  Sitzplätze, im gemauerten Bereich waren keine Plätze eingerichtet
Pulvermagazin: ohne
Munitionsmagazine: 2 Magazine für die Munition des Maschinengewehrturms und der beiden 75-mm-Geschütze
Küche: ohne
Bäckerei: ohne
Wasserversorgung: 1 Zisterne
Torbrücke: ohne
Kommunikation: Mögliche Optische Verbindung mit Hilf eines Lichtsignalapparats mit Petroleumlampe mit 14 cm Spiegel und 24 cm Spiegel (in Reserve). Ein elektrischer Telegraph  und ein Morseapparat M 1907 führten zum Fort de Souville.
Beleuchtung: Petroleumlampen im Inneren des Forts, Kerzenlampen im Maschinengewehrturm

## Erster Weltkrieg

### Gesamtanlage 1914
- Bewaffnung:

3 Maschinengewehrzüge mit sechs Maschinengewehren St. Étienne M1907 und einer Munitionsausstattung von je 43.200 Patronen
1 Maschinengewehrturm mit zwei Maschinengewehren Hotchkiss M1914 (1 als Reserve-MG) und einer Munitionsausstattung von 57.600 Patronen
1 Casemate de Bourges mit zwei Feldgeschützen Canon de 75 mm modèle 1897 und einer Munitionsausstattung von je 500 Granaten. Für jedes Geschütz war ein Reserverohr vorhanden.
- Im Februar 1916 bestand die Besatzung noch aus 77 Mann. Die Bewaffnung war bis auf das Maschinengewehr in der Panzerkuppel entfernt (dafür war auch nur noch eine geringe Menge Munition vorgehalten)

- 1917 war das Bauwerk vollkommen zerstört.

## Zum Ouvrage de Thiaumont gehörende Externe Anlagen
- Das Ouvrage de Thiaumont war von einer Anzahl Annexbatterien und Schutzräumen umgeben:

Batterien „2-1“ und „2-2“ mit je vier Feldgeschützen Canon de 90 mm modèle 1877 in ungeschützten Stellungen
Batterie „2-4“ in geschützten Stellungen Typ 1907 mit vier Haubitzen Obusier de 155 mm C modèle 1881. Dazu vier betonierte Schutzräume mit je 40 Sitzplätzen oder 20 Schlafplätzen.
Batterie „2-9“ in geschützten Stellungen Typ 1907 mit vier Geschützen Canon de 155 mm L modèle 1877. Dazu vier betonierte Schutzräume mit je 40 Sitzplätzen oder 20 Schlafplätzen.
Batterie „2-6“ mit vier alten Mörsern Mortier lisse de 22 in offenen Stellungen.
Batterien „2-7“ und „2-8“ mit je vier Feldgeschützen Canon de 90 mm modèle 1877 in offenen Stellungen.
Vorn offene Infanterieunterstände „Retranchement X“ und „Y“
- Abri de combat FT 2[6] oder PC 119[7]

Modell 1898. Erbaut 1906 auf 334 m Höhe als Schutzraum für ½ Kompanie mit 100 Plätzen. Im Jahre 1915 wurde das Bauwerk zur Sprengung vorbereitet. Nachdem das widerrufen worden war, wurde hier ein Kommandoposten eingerichtet und die Anlage in PC 119 umbenannt. Am 23. Juni 1916 von den Deutschen eingenommen, konnten es die Franzosen am 15. Juli zurückerobern.
- Abri de combat FT 3 oder PC 118

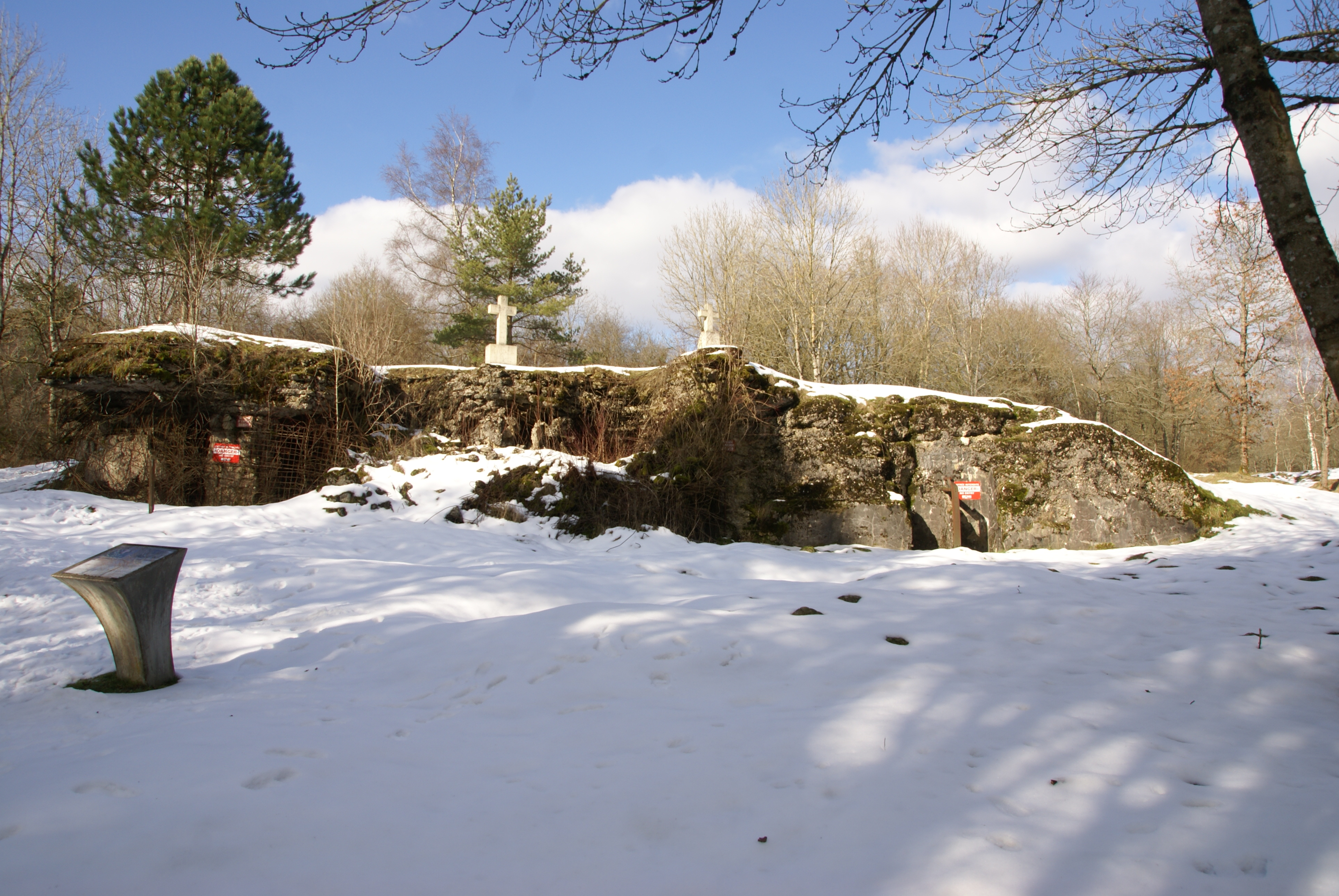
Abri de combat FT 3

Modell 1898. Erbaut 1905 auf 356 m Höhe als Schutzraum für ½ Kompanie mit 100 Plätzen. Im Jahre 1915 wurde das Bauwerk zur Sprengung vorbereitet. Nachdem das widerrufen worden war, wurde hier ein Kommandoposten eingerichtet und die Anlage in PC 118 umbenannt. Ab Juni 1916 wechselte es mehrfach den Besitzer.
- Abri de combat TD 1[8]

Im Jahre 1906 auf 357 m für ½ Kompanie mit 100 Plätzen erbaut. Im Jahre 1915 wurde das Bauwerk zur Sprengung vorbereitet. Nachdem das widerrufen worden war, wurde hier ein Kommandoposten eingerichtet. Ab Juni 1916 wechselte es mehrfach den Besitzer. Nach der endgültigen Rückeroberung der Franzosen erhielt es den Namen „Abri Wagner“. Die Anlage war nach Kriegsende durch den Artilleriebeschuss völlig zerstört. In den 1920er Jahren wurden die Reste abgetragen und an dieser Stelle das Beinhaus von Douaumont errichtet.
- Abri caverne de Douaumont (auch „Abri 320“ genannt)

Unterirdischer Schutzraum, erbaut 1889 bis 1891 in 334 m Höhe mit 300 Plätzen. Es handelt sich um einen quer in den Hang getriebenen, ausgemauerten Stollen von 60 Meter Länge, der 12 Meter unter der Erdoberfläche liegt und über zwei Zugangsstollen verfügt. Am Anfang jedes der Eingänge befindet sich eine Wachstube. Die Baukosten beliefen sich auf 101.344 Francs.
Wie alle Befestigungsanlagen wurde auch dieser Schutzraum 1915 zur Sprengung vorbereitet. Nachdem das Vorhaben 1916 aufgegeben worden war, wurde hier ein Abschnittskommando eingerichtet. Während der Kämpfe 1916 wechselte der Stollen mehrfach den Besitzer. Die Anlage hat den Krieg unbeschadet überstanden und befindet sich frei zugänglich unterhalb der Straße, die unter dem Gräberfeld des Beinhauses Douaumont vorbeiführt.
- Dépot intermédiataire de Thiaumont (Artilleriemunition-Zwischenlager)

1881 unterirdisch auf 341 in einem Hang angelegt. Das Mauerwerk bestand aus Stein, es waren ein Lagerraum von 4 × 10 m, ein Eingangsbereich und ein Wachraum vorhanden. Die Baukosten beliefen sich auf 23.000 Francs. Im Jahre 1914 wurde es an das Netz der Feldeisenbahn angeschlossen. Zeitweise von den Deutschen besetzt war es bei Kriegsende noch völlig intakt. Heute ist der Eingang verschüttet.

## Heutiger Zustand
Das Ouvrage befindet trotz seiner nahen Lage am Beinhaus von Douaumont sich in einem desaströsen Zustand und ist fast völlig unkenntlich. In den eingestürzten Teilen des Schutzraumes (Abri) und der Casemate de Bourges werden nach französischen Quellen noch Munition, Waffen und Gefallene, an die man ohne verhältnismäßig großen Aufwand nicht herankommen würde, vermutet.
Das Gelände ist frei zugänglich, in der Nähe des Parkplatzes des Beinhauses beim Denkmal für die gefallenen Jüdischen Soldaten geht ein beschilderter Pfad zum Ouvrage.